# Ново-Село (село, Видинская область)
Ново-Село (болг. Ново село) — село в Болгарии. Находится в Видинской области, административный центр общины Ново-Село. Население составляет 1 137 человек.

## Географическое положение
Ново-Село расположено на крайнем северо-западе Болгарии, на правом берегу Дуная, находится в 25 км от областного центра — города Видин и 12 км к востоку от устья пограничной реки Тимок.

## История
Упоминается село впервые в труде 1710—1711 гг. итальянца графа Луиджи Марсили под именем «Просыныц», основано оно было около остатков укреплённого древнеримского лагеря на берегу Дуная. Затем село обезлюдело, вероятно виной тому были чума и пожары. В 1772 году село было отстроено заново и названо Ново-Село. Плодородная земля привлекала переселенцев и беженцев из Македонии, окрестностей Скопье, Куманово, Белоградчика, Тетевена, Тырново, Добруджи и других мест. Этим объясняют особенный говор новоселян включивший в себя слова и румынские, и старославянские, и турецкие, и сербские, и русские и другие.
В 1939 году была построена школа, ныне носящая имя святых Кирилла и Мефодия.

## Политическая ситуация
Кмет (мэр) общины Ново-Село — Георги Герасимов Стоенелов (независимый) по результатам выборов в правление общины.

## Достопримечательности
Церковь Св. Николая — памятник культуры местного значения, выстроена около 1825 года. Близ церкви была выстроена башня с часами, которая ныне изображена на гербе общины.
Читалиште-памятник «Земледелец» было построено в 1930 году, с участием видного новоселянина — архитектора Илии Попова. На двух памятных досках перечислены новоселяне погибшие в войнах, включая и повстанцев 1876 года. Фонд читалиштной библиотеки ныне насчитывает 15 328 тома художественной, научно-популярной и детской литературы.

#### Топографические карты
- Лист карты L-34-XXXV Дробета-Турну-Северин. Масштаб: 1 : 200 000.